# Municipio de Cranberry (condado de Alleghany)
El municipio de Cranberry (en inglés: Cranberry Township) es un municipio ubicado en el  condado de Alleghany en el estado estadounidense de Carolina del Norte. En el año 2010 tenía una población de 375 habitantes.

## Geografía
El municipio de Cranberry se encuentra ubicado en las coordenadas 36°25′49.46″N 81°13′50.33″O / 36.4304056, -81.2306472.